# Valls (miasto)

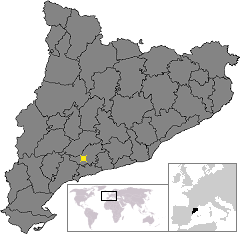
Położenie

Valls – miasto w Hiszpanii, stolica comarki Alt Camp. Liczy 22 851 mieszkańców oraz 55,28 km² powierzchni.
W miejscowości tej odbywa się co roku święto calçotada.
Z Valls pochodzi Andrea Fuentes, hiszpańska pływaczka synchroniczna, medalistka olimpijska, mistrzyni świata, 5-krotna mistrzyni Europy.

## Współpraca
- Andorra la Vella, Andora
- Settimo Torinese, Włochy
- Saint-Cyr-sur-Loire, Francja